# Halls Crossing
Halls Crossing es un lugar designado por el censo ubicado en el condado de San Juan en el estado estadounidense de Utah. En el año 2000 tenía una población de 89 habitantes y una densidad poblacional de 2,6 personas por km². El Charles Hall Ferry cruza el río Colorado a nivel de Halls Crossing, de allí su nombre, continuando el trayecto de la Ruta Estatal 276.

## Geografía
Halchita se encuentra ubicado en las coordenadas 37°27′41″N 110°40′29″O / 37.46139, -110.67472. Según la Oficina del Censo, la localidad tiene un área total de 34,2 km² (13,2 mi²), de la cual 11,1 km² (4,3 mi²) (24,5%) es agua.

## Demografía
Según la Oficina del Censo en 2000 los ingresos medios por hogar en la localidad eran de $26.635, y los ingresos medios por familia eran $61.250. Los hombres tenían unos ingresos medios de $19.250 y $20.625 para las mujeres. La renta per cápita para la localidad era de $13.933. Alrededor del 30.3% de la población estaban por debajo del umbral de pobreza.